# 額田駅 (大阪府)

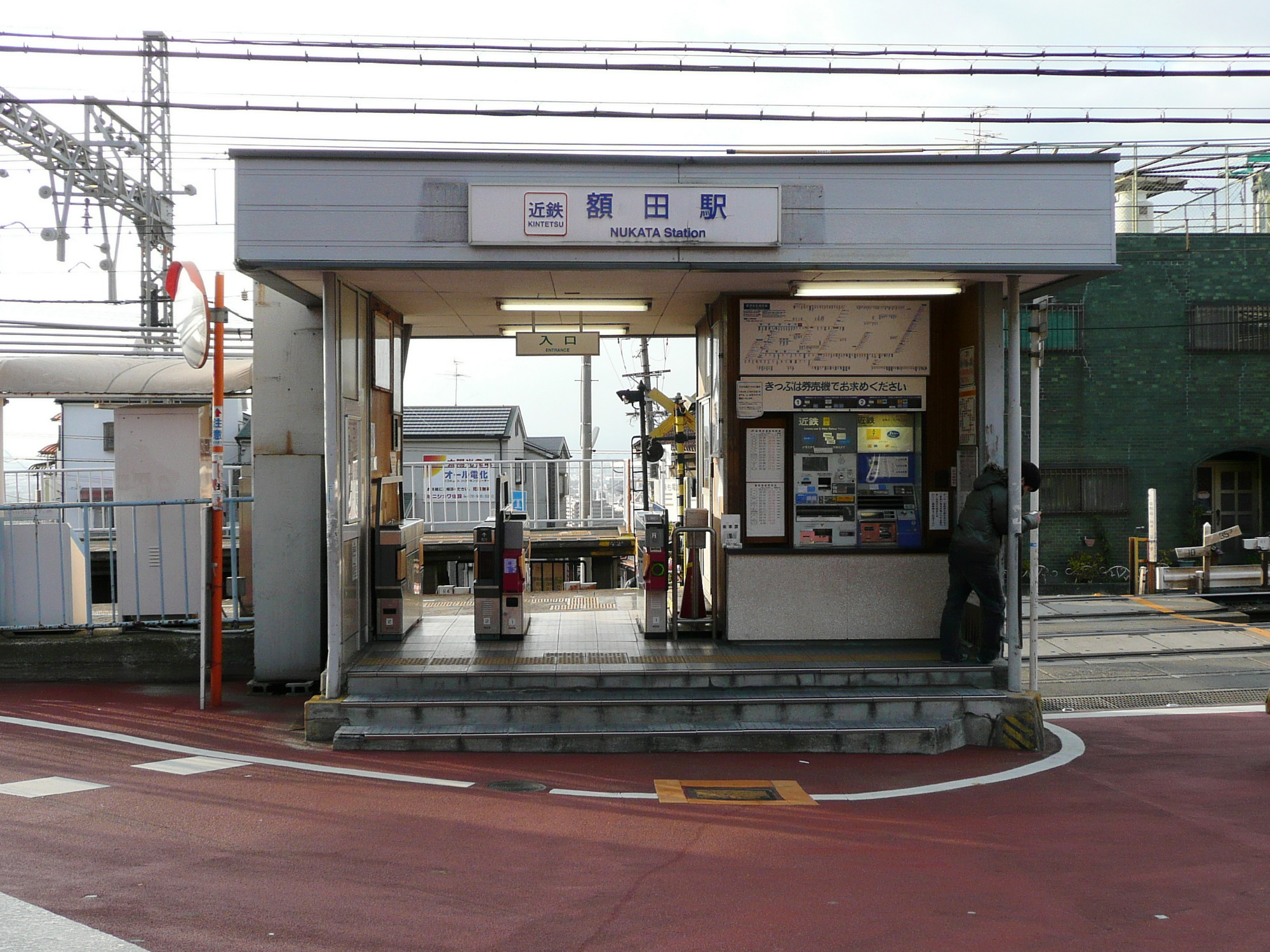
難波方面駅舎

額田駅（ぬかたえき）は、大阪府東大阪市山手町にある、近畿日本鉄道（近鉄）奈良線の駅である。駅番号はA15。

## 歴史
戦前に大阪環状線桜ノ宮駅を起点とし当駅を終点とする四条畷線が計画され、一部区間では着工されていたが、未成線となった。

### 年表
- 1920年（大正9年）7月13日：大阪電気軌道の枚岡 - 石切間に新設開業する[1]。
- 1941年（昭和16年）3月15日：参宮急行電鉄との合併により関西急行鉄道の駅となる[1]。
- 1944年（昭和19年）6月1日：会社合併により近畿日本鉄道の駅となる[1]。
- 1992年（平成4年）3月19日：ホーム延長工事が完成し6両編成対応となる[2]。昼間の停車列車は普通が毎時3本から6本になる。
- 2006年（平成18年）3月21日：この日より新設された区間準急の停車駅となり、昼間の停車列車は普通が毎時3本、区間準急が毎時3本となる。
- 2007年（平成19年）4月1日：PiTaPaの供用を開始する[3]。
- 2024年（令和6年）11月10日 - 終日無人化[4]。

## 駅構造
相対式2面2線のホームを持つ地上駅。30パーミルを超える勾配の途中に駅が設置されている。ホーム有効長は6両。互いのホームを結ぶ跨線橋も地下道も無いため、両ホームとも改札口が別々に存在する。トイレは1番ホームの改札内のみにあり、男女別の水洗式。
無人駅で、駅遠隔監視システムが導入されている（管理駅は東花園駅）。2024年（令和6年）11月9日までは終日有人駅だった。PiTaPa・ICOCA対応の自動改札機並びに自動精算機（回数券カード及びICカードのチャージに対応）が設置されている。

### のりば
| のりば | 路線     | 方向 | 行先               |
| ------ | -------- | ---- | ------------------ |
| 1      | A 奈良線 | 下り | 近鉄奈良方面       |
| 2      | A 奈良線 | 上り | 大阪難波・尼崎方面 |

## 利用状況
2023年11月7日における1日乗降人員は3,104人である。奈良線全駅で最も利用が少ない。
近年における1日乗降人員の推移は下表の通り。
| 年度               | 特定日利用状況 | 特定日利用状況 | 特定日利用状況 | 特定日利用状況 | 1日平均 乗車人員 | 出典       | 出典          | 出典            |
| 年度               | 調査日         | 乗車人員       | 降車人員       | 乗降人員       | 1日平均 乗車人員 | 近鉄       | 大阪府        | 東大阪市        |
| ------------------ | -------------- | -------------- | -------------- | -------------- | ---------------- | ---------- | ------------- | --------------- |
| 1990年（平成02年） | 11月06日       | 2,359          | 2,404          | 4,763          |                  |            | [ 大阪府 1 ]  |                 |
| 1991年（平成03年） | -              | -              | -              | -              |                  |            | [ 大阪府 2 ]  |                 |
| 1992年（平成04年） | 11月10日       | 2,177          | 2,079          | 4,256          |                  |            | [ 大阪府 3 ]  |                 |
| 1993年（平成05年） | -              | -              | -              | -              |                  |            | [ 大阪府 4 ]  |                 |
| 1994年（平成06年） | -              | -              | -              | -              |                  |            | [ 大阪府 5 ]  |                 |
| 1995年（平成07年） | 12月05日       | 1,740          | 2,019          | 3,759          |                  |            | [ 大阪府 6 ]  |                 |
| 1996年（平成08年） | -              | -              | -              | -              |                  |            | [ 大阪府 7 ]  |                 |
| 1997年（平成09年） | -              | -              | -              | -              |                  |            | [ 大阪府 8 ]  |                 |
| 1998年（平成10年） | 11月10日       | 2,235          | 2,247          | 4,482          |                  |            | [ 大阪府 9 ]  |                 |
| 1999年（平成11年） | -              | -              | -              | -              | 1,526            |            | [ 大阪府 10 ] | [ 東大阪市 1 ]  |
| 2000年（平成12年） | 11月07日       | 1,800          | 1,845          | 3,645          | 1,508            |            | [ 大阪府 11 ] | [ 東大阪市 1 ]  |
| 2001年（平成13年） | -              | -              | -              | -              | 1,494            |            | [ 大阪府 12 ] | [ 東大阪市 1 ]  |
| 2002年（平成14年） | -              | -              | -              | -              | 1,488            |            | [ 大阪府 13 ] | [ 東大阪市 1 ]  |
| 2003年（平成15年） | 11月11日       | 1,722          | 1,819          | 3,541          | 1,511            |            | [ 大阪府 14 ] | [ 東大阪市 1 ]  |
| 2004年（平成16年） | -              | -              | -              | -              | 1,503            |            | [ 大阪府 15 ] | [ 東大阪市 2 ]  |
| 2005年（平成17年） | 11月08日       | 1,637          | 1,734          | 3,371          | 1,499            |            | [ 大阪府 16 ] | [ 東大阪市 3 ]  |
| 2006年（平成18年） | -              | -              | -              | -              | 1,605            |            | [ 大阪府 17 ] | [ 東大阪市 4 ]  |
| 2007年（平成19年） | -              | -              | -              | -              | 1,642            |            | [ 大阪府 18 ] | [ 東大阪市 5 ]  |
| 2008年（平成20年） | 11月18日       | 1,672          | 1,818          | 3,490          | 1,701            |            | [ 大阪府 19 ] | [ 東大阪市 6 ]  |
| 2009年（平成21年） | -              | -              | -              | -              | 1,767            |            | [ 大阪府 20 ] | [ 東大阪市 7 ]  |
| 2010年（平成22年） | 11月09日       | 1,832          | 1,869          | 3,701          | 1,765            | [ 近鉄 1 ] | [ 大阪府 21 ] | [ 東大阪市 8 ]  |
| 2011年（平成23年） | -              | -              | -              | -              | 1,793            |            | [ 大阪府 22 ] | [ 東大阪市 9 ]  |
| 2012年（平成24年） | 11月13日       | 1,779          | 1,833          | 3,612          | 1,790            | [ 近鉄 2 ] | [ 大阪府 23 ] | [ 東大阪市 10 ] |
| 2013年（平成25年） | -              | -              | -              | -              | 1,801            |            | [ 大阪府 24 ] | [ 東大阪市 11 ] |
| 2014年（平成26年） | -              | -              | -              | -              | 1,736            |            | [ 大阪府 25 ] | [ 東大阪市 12 ] |
| 2015年（平成27年） | 11月10日       | 1,779          | 1,756          | 3,535          | 1,796            | [ 近鉄 3 ] | [ 大阪府 26 ] | [ 東大阪市 13 ] |
| 2016年（平成28年） | -              | -              | -              | -              | 1,800            |            | [ 大阪府 27 ] | [ 東大阪市 14 ] |
| 2017年（平成29年） | -              | -              | -              | -              | 1,801            |            | [ 大阪府 28 ] | [ 東大阪市 15 ] |
| 2018年（平成30年） | 11月13日       | 1,708          | 1,782          | 3,490          | 1,779            | [ 近鉄 4 ] | [ 大阪府 29 ] | [ 東大阪市 16 ] |
| 2019年（令和元年） | -              | -              | -              | -              | 1,730            |            | [ 大阪府 30 ] | [ 東大阪市 17 ] |
| 2020年（令和02年） | -              | -              | -              | -              | 1,397            |            | [ 大阪府 31 ] | [ 東大阪市 18 ] |
| 2021年（令和03年） | 11月09日       | 1,400          | 1,452          | 2,852          | 1,498            | [ 近鉄 5 ] | [ 大阪府 32 ] | [ 東大阪市 19 ] |
| 2022年（令和04年） | 11月08日       | 1,512          | 1,600          | 3,112          | 1,624            | [ 近鉄 6 ] | [ 大阪府 33 ] | [ 東大阪市 20 ] |
| 2023年（令和05年） | 11月07日       |                |                | 3,104          |                  | [ 近鉄 7 ] |               |                 |

## 駅周辺

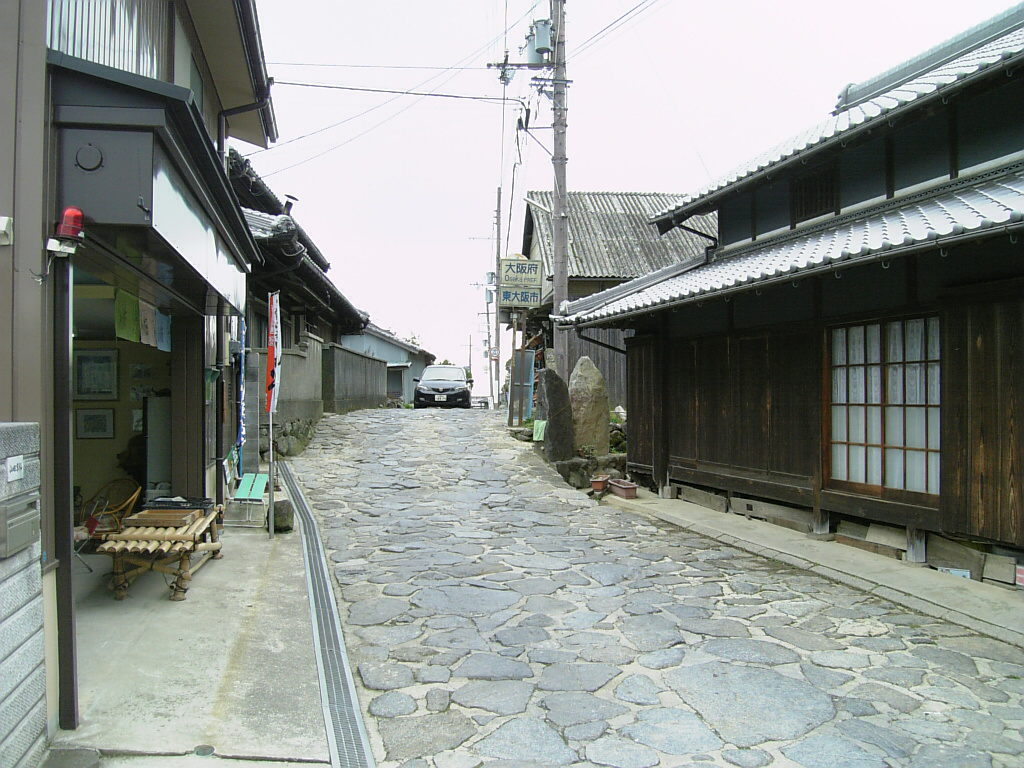
暗峠（奈良県側から）

生駒山の中腹にあり、駅東西の斜面に住宅街が広がっている。石切駅にかけて車窓から見下ろす夜景が美しいことでも知られる。

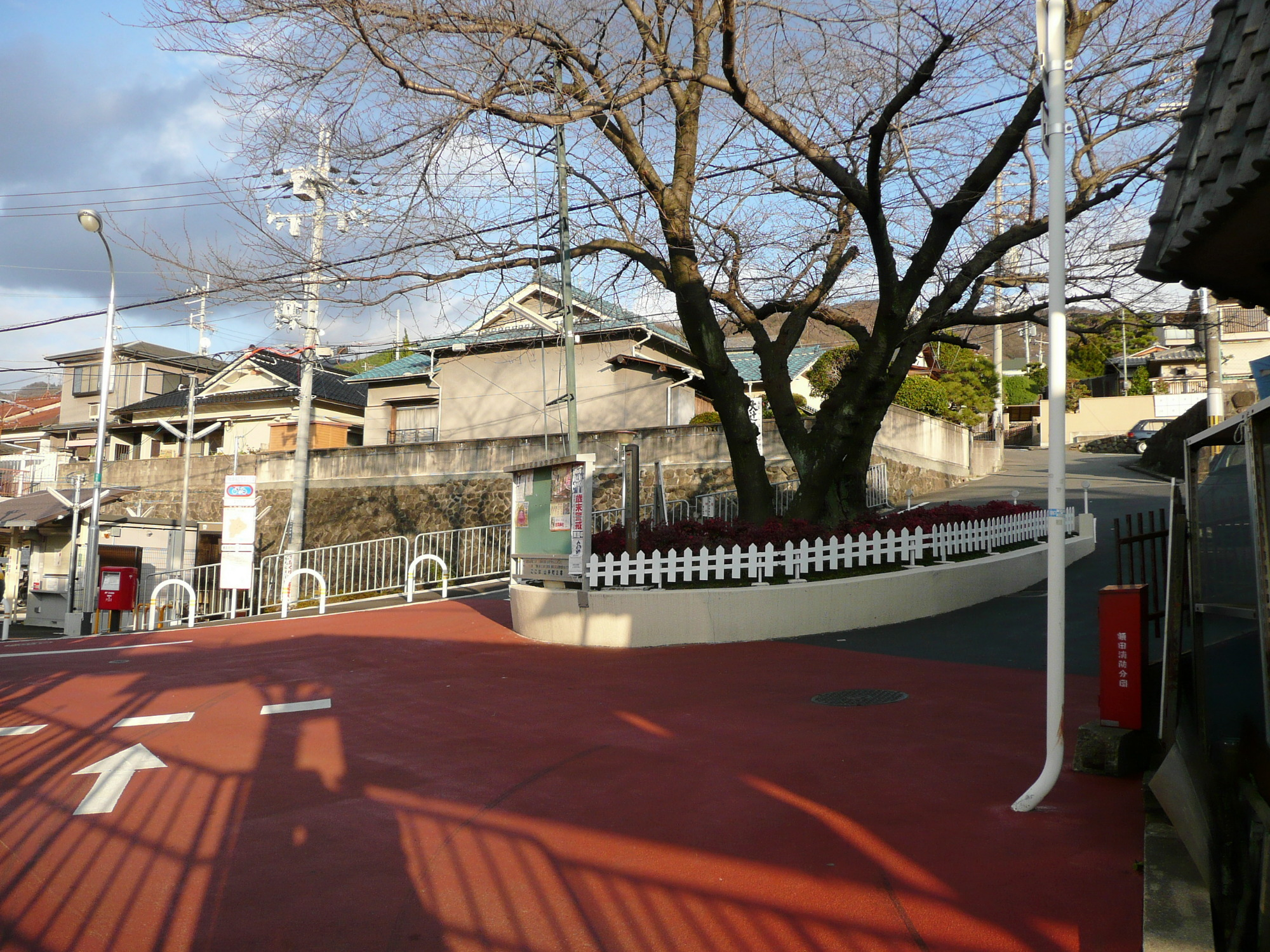
駅東側
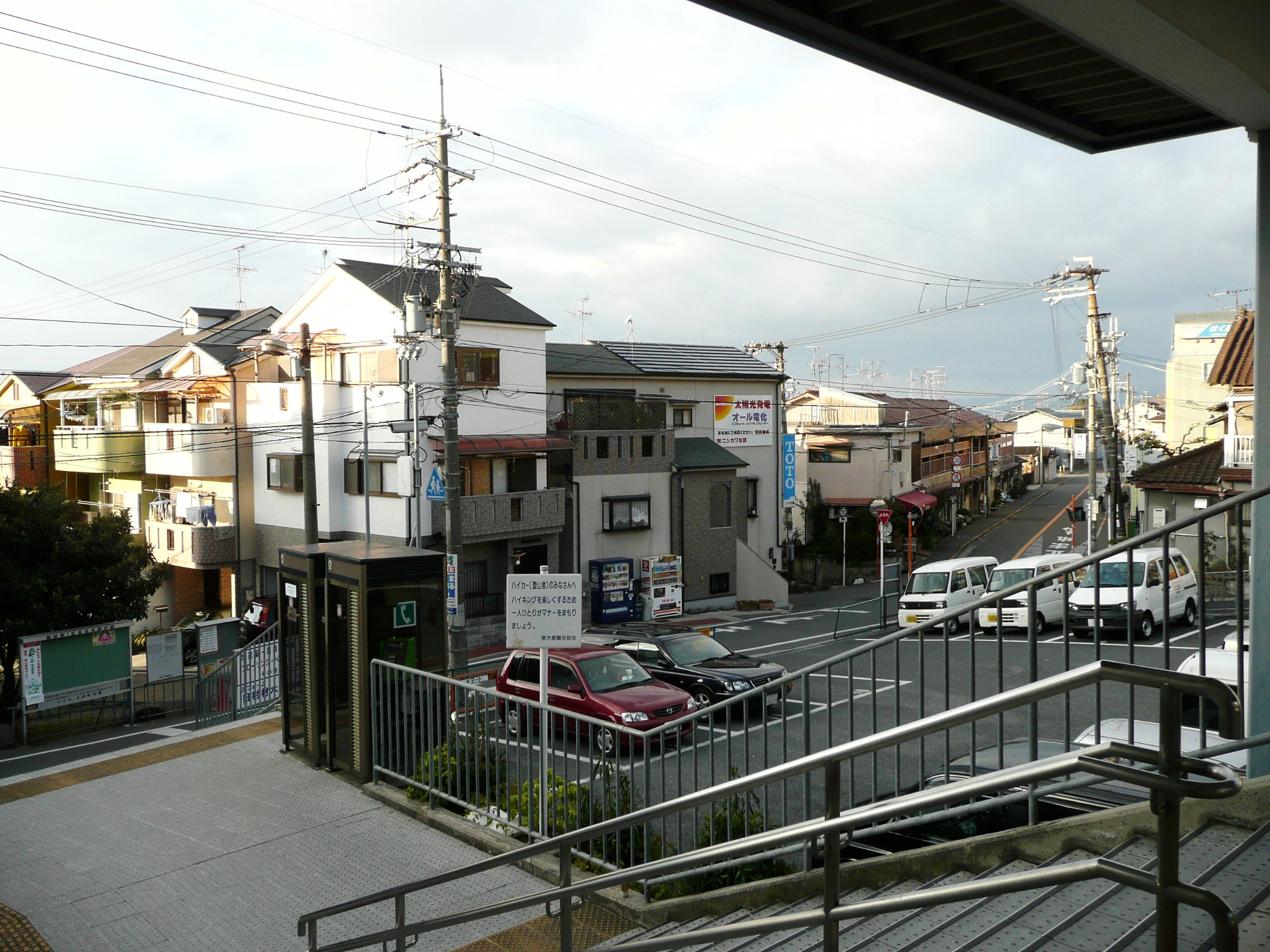
駅西側

- 額田山荘
- 枚岡公園
- 妙徳寺
- 上行院
- 月宮寺
- 東大阪市立枚岡東小学校
- 東大阪豊浦郵便局
- 法照寺
- 重願寺
- 国道308号（暗越奈良街道）
- 暗峠

- 駅東側
- 駅西側

## 隣の駅
近畿日本鉄道
A 奈良線
■快速急行・■急行・■準急
通過
■区間準急・■普通
枚岡駅 (A14) - 額田駅 (A15) - 石切駅 (A16)
- 括弧内は駅番号を示している。

### 利用状況の出典
1. ↑  駅別乗降人員 奈良線 橿原線 天理線 - 近畿日本鉄道
2. ↑  大阪府統計年鑑 - 大阪府
3. ↑  東大阪市統計書 - 東大阪市

#### 大阪府統計年鑑
1. ↑  大阪府統計年鑑（平成3年） (PDF)
2. ↑  大阪府統計年鑑（平成4年） (PDF)
3. ↑  大阪府統計年鑑（平成5年） (PDF)
4. ↑  大阪府統計年鑑（平成6年） (PDF)
5. ↑  大阪府統計年鑑（平成7年） (PDF)
6. ↑  大阪府統計年鑑（平成8年） (PDF)
7. ↑  大阪府統計年鑑（平成9年） (PDF)
8. ↑  大阪府統計年鑑（平成10年） (PDF)
9. ↑  大阪府統計年鑑（平成11年） (PDF)
10. ↑  大阪府統計年鑑（平成12年） (PDF)
11. ↑  大阪府統計年鑑（平成13年） (PDF)
12. ↑  大阪府統計年鑑（平成14年） (PDF)
13. ↑  大阪府統計年鑑（平成15年） (PDF)
14. ↑  大阪府統計年鑑（平成16年） (PDF)
15. ↑  大阪府統計年鑑（平成17年） (PDF)
16. ↑  大阪府統計年鑑（平成18年） (PDF)
17. ↑  大阪府統計年鑑（平成19年） (PDF)
18. ↑  大阪府統計年鑑（平成20年） (PDF)
19. ↑  大阪府統計年鑑（平成21年） (PDF)
20. ↑  大阪府統計年鑑（平成22年） (PDF)
21. ↑  大阪府統計年鑑（平成23年） (PDF)
22. ↑  大阪府統計年鑑（平成24年） (PDF)
23. ↑  大阪府統計年鑑（平成25年） (PDF)
24. ↑  大阪府統計年鑑（平成26年） (PDF)
25. ↑  大阪府統計年鑑（平成27年） (PDF)
26. ↑  大阪府統計年鑑（平成28年） (PDF)
27. ↑  大阪府統計年鑑（平成29年） (PDF)
28. ↑  大阪府統計年鑑（平成30年） (PDF)
29. ↑  大阪府統計年鑑（令和元年） (PDF)
30. ↑  大阪府統計年鑑（令和2年） (PDF)
31. ↑  大阪府統計年鑑（令和3年） (PDF)
32. ↑  大阪府統計年鑑（令和4年） (PDF)
33. ↑  大阪府統計年鑑（令和5年） (PDF)

#### 東大阪市統計書
1. 1 2 3 4 5  平成16年版　統計書 - 東大阪市 (PDF)
2. ↑  平成17年版　統計書 - 東大阪市 (PDF)
3. ↑  平成18年版　統計書 - 東大阪市 (PDF)
4. ↑  平成19年版　統計書 - 東大阪市 (PDF)
5. ↑  平成20年版　統計書 - 東大阪市 (PDF)
6. ↑  平成21年版　統計書 - 東大阪市 (PDF)
7. ↑  平成22年版　統計書 - 東大阪市 (PDF)
8. ↑  平成23年版　統計書 - 東大阪市 (PDF)
9. ↑  平成24年版　統計書 - 東大阪市 (PDF)
10. ↑  平成25年版　統計書 - 東大阪市 (PDF)
11. ↑  平成26年版　統計書 - 東大阪市 (PDF)
12. ↑  平成27年版　統計書 - 東大阪市 (PDF)
13. ↑  平成28年版　統計書 - 東大阪市 (PDF)
14. ↑  平成29年版　統計書 - 東大阪市 (PDF)
15. ↑  平成30年版　統計書 - 東大阪市 (PDF)
16. ↑  令和元年版　統計書 - 東大阪市 (PDF)
17. ↑  令和2年版　統計書 - 東大阪市 (PDF)
18. ↑  令和3年版　統計書 - 東大阪市 (PDF)
19. ↑  令和4年版　統計書 - 東大阪市 (PDF)
20. ↑  令和5年版　統計書 - 東大阪市 (PDF)

#### 近畿日本鉄道
1. ↑  “駅別乗降人員 奈良線 橿原線 天理線”.   近畿日本鉄道. 2013年3月23日時点のオリジナルよりアーカイブ。2024年12月10日閲覧。
2. ↑  “駅別乗降人員 奈良線 橿原線 天理線”.   近畿日本鉄道. 2014年3月6日時点のオリジナルよりアーカイブ。2024年12月10日閲覧。
3. ↑  “駅別乗降人員 奈良線 橿原線 天理線”.   近畿日本鉄道. 2016年6月8日時点のオリジナルよりアーカイブ。2024年12月10日閲覧。
4. ↑  “駅別乗降人員 奈良線 橿原線 天理線”.   近畿日本鉄道. 2020年2月18日時点のオリジナルよりアーカイブ。2024年12月10日閲覧。
5. ↑  近鉄線駅別乗降人員データ【調査日：令和3年11月9日(火)】 (PDF)
6. ↑  近鉄線駅別乗降人員データ【調査日：令和4年11月8日(火)】 (PDF)
7. ↑  近鉄線駅別乗降人員データ【調査日：令和5年11月7日(火)】 (PDF)